# Delia turcmenica
Delia turcmenica este o specie de muște din genul Delia, familia Anthomyiidae, descrisă de Willi Hennig în anul 1974.
Este endemică în Kazakhstan. Conform Catalogue of Life specia Delia turcmenica nu are subspecii cunoscute.